# Casa a la carretera d'Olot, 14 (Sant Joan les Fonts)
La Casa a la carretera d'Olot, 14 és una obra de Sant Joan les Fonts (Garrotxa) inclosa a l'Inventari del Patrimoni Arquitectònic de Catalunya.

## Descripció
És una casa de planta rectangular, amb teulat molt pronunciat a tres aigües. És de teules planes, coronat per pinacles i té gàrgoles amb caps d'aus. És sostingut per bigues de fusta vistes. Disposa de planta baixa, pis i golfes; les obertures, distribuïdes segons un eix de simetria estan emmarcades per estuc i tenen les baranes de fusta. Els murs varen ser arrebossats.

## Història
A principis de la nostra centúria, conviuran a Olot el Modernisme i el Noucentisme; aquest darrer, amb les seves diferents corrents i contradiccions, tindrà la seva puntual aplicació a la capital de La Garrotxa. L'ala més típica i normativa estava representada pel Grup Escolar Malagrida i la Biblioteca Popular de la Mancomunitat -avui desapareguda-. Un altre corrent noucentista s'entronca amb l'arquitectura europea del moment i està representada per l'arquitecte Rafael Masó. Hi ha definitivament un tercer grup que accentua els aspectes eclèctics, historicistes i fins i tot acadèmics.